# Черкасиводоканал
Черкасиводоканал — комунальне підприємство, міський монополіст у сфері водопостачання та водовідведення у Черкасах.

## Історія

Головна будівля

Історія комунального підприємства сягає початку минулого століття. У 1911 році Черкаська міська дума створила Особливу водопровідну комісію, яка провела дослідження рельєфу місцевості, циркуляції підземних вод та кількості атмосферних опадів і їх розподілу за порами року, виконала хімічні і бактеріологічні аналізи всіх вод, зокрема і дніпровської. На основі цих матеріалів було визначено, що джерелом водопостачання Черкас мають стати ґрунтові води. За період 1913—1914 років було побудовано споруди водопровідного парку, 19 кілометрів водогінної мережі, на якій встановили чотири будки роздачі води для продажу її жителям міста.

Один з перших міських кранів

У кінці вересня 1914 року підрядники передали водопровід міській управі. Відомість доходів з міської електричної станції свідчить, що міський водопровід почав функціонувати з 1 жовтня. Саме ця дата вважається днем заснування підприємства. Того ж року була збудована 34-метрова гіперболоїдна водонапірна башта російським інженером Володимиром Шуховим, яка використовувалась для подачі під тиском підземних вод у будинки висотою до 30 м. До 1927 року водогін майже не розширювався, а у період 1927—1941 року було пробурено ще 6 артезіанських свердловин, побудовано 28,8 км водогону, 55 водорозбірних колонок та підключено 966 будинків.
Коли почалася війна, війська Радянської Армії, відступаючи, зруйнували насосну та водонапірну башти. В окупованих Черкасах водогін відбудували жителі міста на примусових роботах. Але в грудні 1943 року фашисти знову зруйнували водонапірну гіперболоїдну башту та частину артезіанських свердловин. Одразу після звільнення України від окупантів розпочалися роботи по відбудуванню водогону, який запрацював уже в 1945 році. Водонапірну ж башту вдалося відбудувати лише у 1949 році. У 1944 році систему водопостачання міста виділили в окрему структурну одиницю — Черкаський міський водогін.

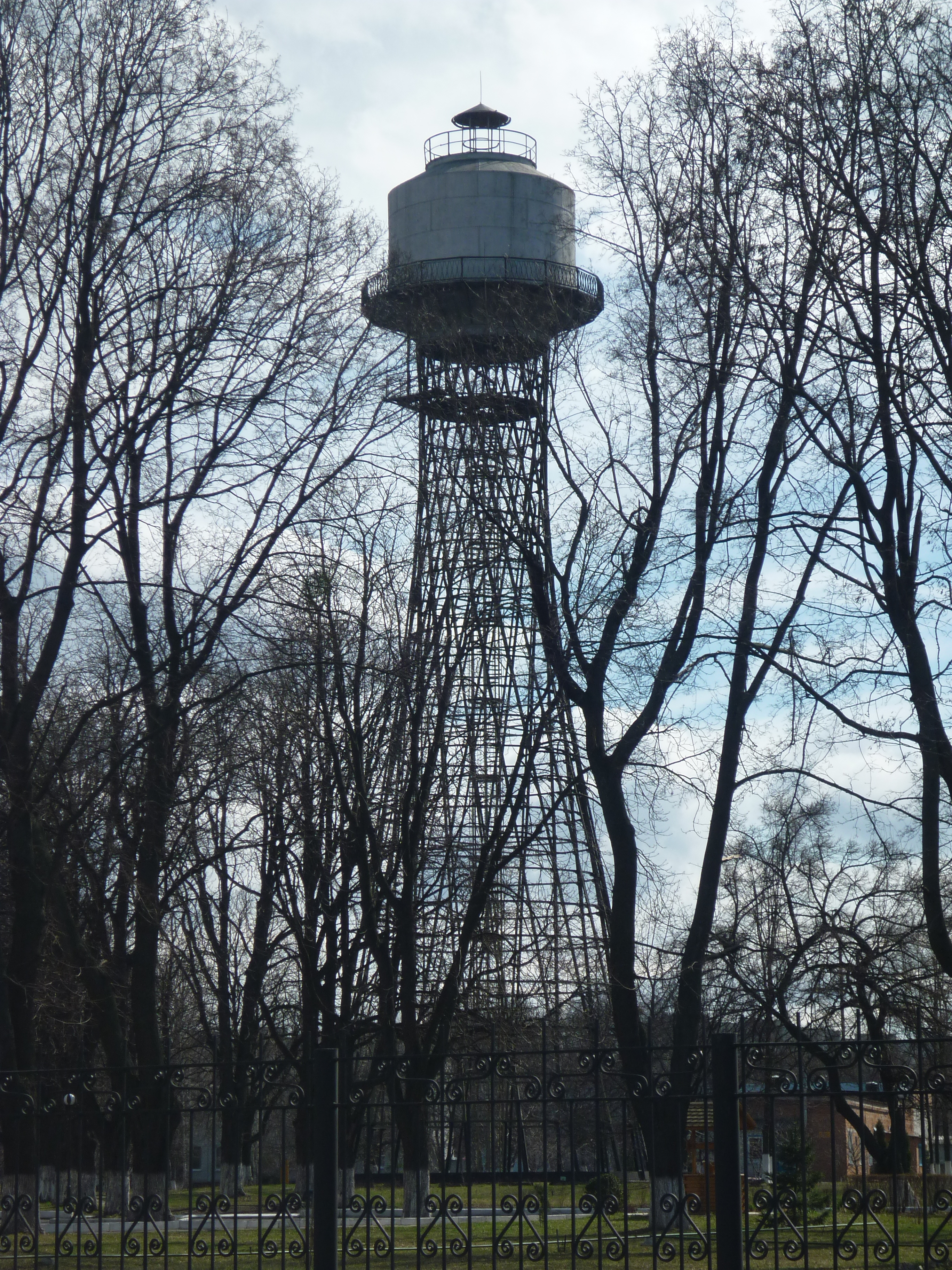
Гіперболоїдна башта Шухова

Коли в 1954 році була утворена Черкаська область, потужність міського водогону становила 3240 м³ на добу. При цьому налічувалося 8 артезіанських свердловин, а протяжність міської водогінної мережі досягла 46,7 км, на ній функціонувало 65 водоколонок загального користування. Саме на період становлення Черкащини припадає інтенсивний розвиток системи водопостачання: кількість свердловин збільшилася до 72, подача води досягла 58,3 тис. м³ на добу, а водовідведення з наступним очищенням стічних вод становило 50 тис. м³ на добу. Наказом Міністерства комунального господарства УРСР з 1 січня 1960 року Черкаський міський водогін перейменовано в Черкаське управління водоканалізації.
У зв'язку з розвитком міста вказаних потужностей водопостачання та водовідведення було недостатньо. Тому в 1975 році було закінчено будівництво і введена в експлуатацію Дніпровська водоочисна станція потужністю 80 тис. м³ на добу, реконструйована насосна станція ІІІ-го підйому, додатково збудована головна каналізаційна насосна станція № 2. Саме з цього часу і склалася сучасна структура підприємства.

## Характеристика

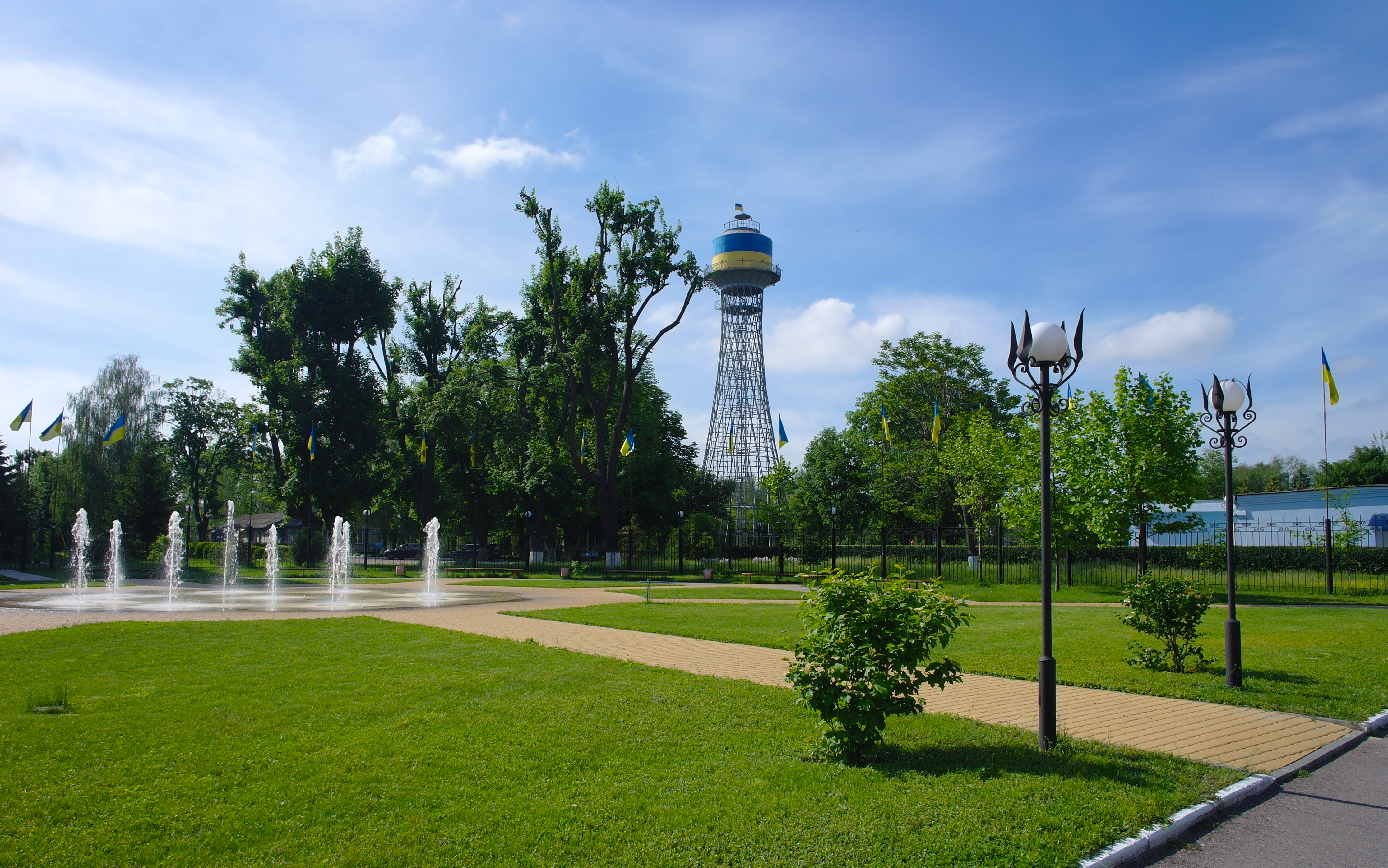
Парк «Водограй»

Пам'ятник на честь 90-річчя

«Черкасиводоканал» сьогодні щодня подає місту 70-80 тис. м³ питної води. Водопровідна мережа нараховує 460 км, каналізаційна — 264 км. Експлуатуються станції І-го, ІІ-го та ІІІ-го підйомів, а також 15 каналізаційних насосних станцій — 2 головні та 13 районних. Нині підприємство залучає кредити Світового банку, які дозволили модернізувати водопровідні та каналізаційні насосні станції, автоматизували їхню роботу. Із 1998 року підприємство очолює Сергій Овчаренко.
У 2004 році Експертна рада Міжнародної іміджевої програми «Лідери XXI століття» визнала «Черкасиводоканал» найкращим підприємством України в цій галузі. Цього ж року підприємство визнано переможцем Всеукраїнського конкурсу якості продукції «100 найкращих товарів України» за послуги з контролю якості питної води та стічних вод.
У віданні КП «Черкасиводоканал» перебуває парк-пам'ятка садово-паркового мистецтва місцевого значення «Водограй» площею 0,29 га, розташований на його території.